# Fleischer (constructors de clavicèmbals)

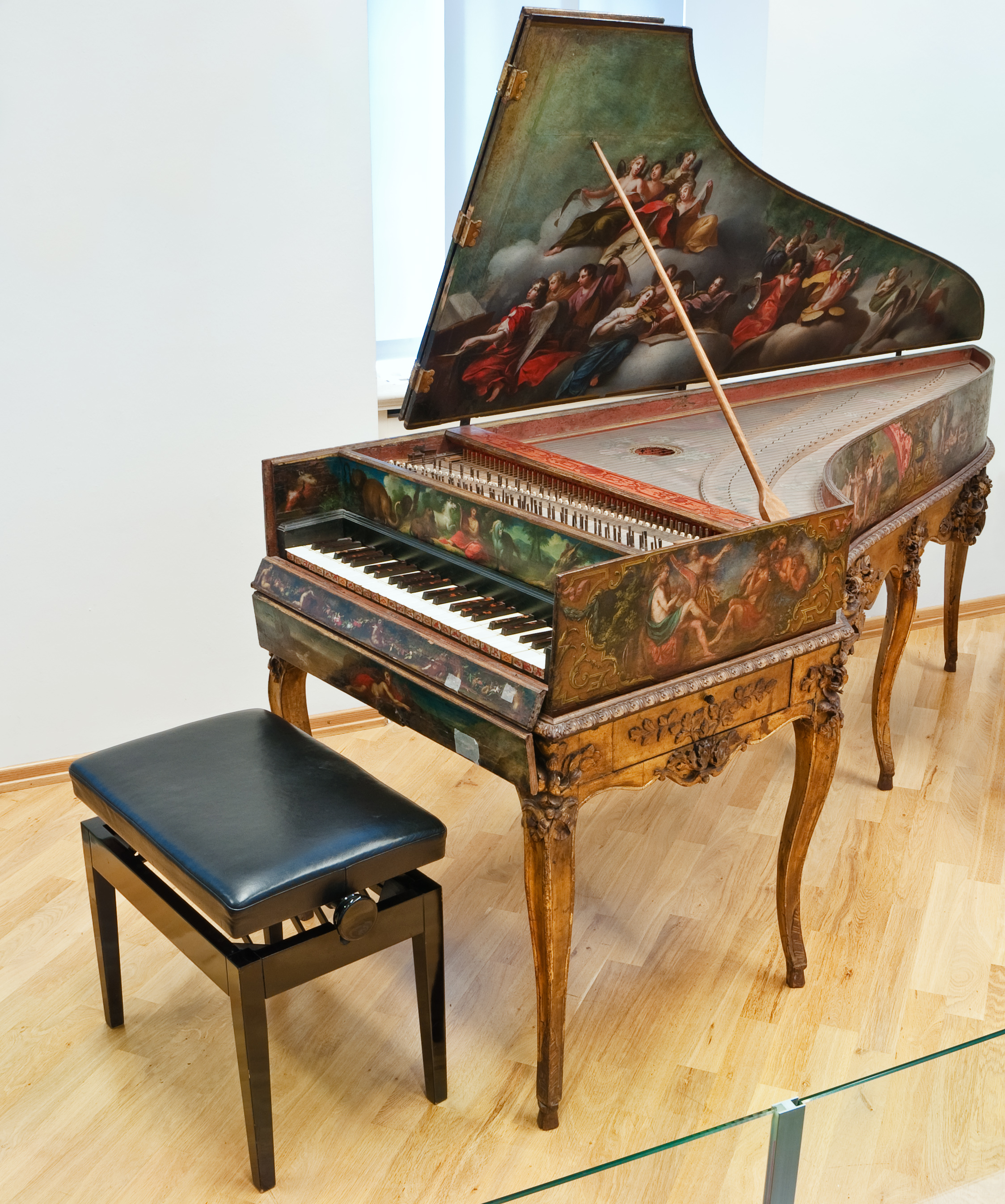
C.C. Fleischer 1716, Hamburg, Museum für hamburgische Geschichte

Els Fleischer són una important família de constructors de clavicèmbals actius a Hamburg entre els segles XVII i XVIII.
L'avantpassat de la família, Hans Christoph (1638-1694?), fou lutier. Tingué dos fills que seguiren les seves passes: Johann Christoph (1676-1728?) i Carl Conrad (1680-1721?).

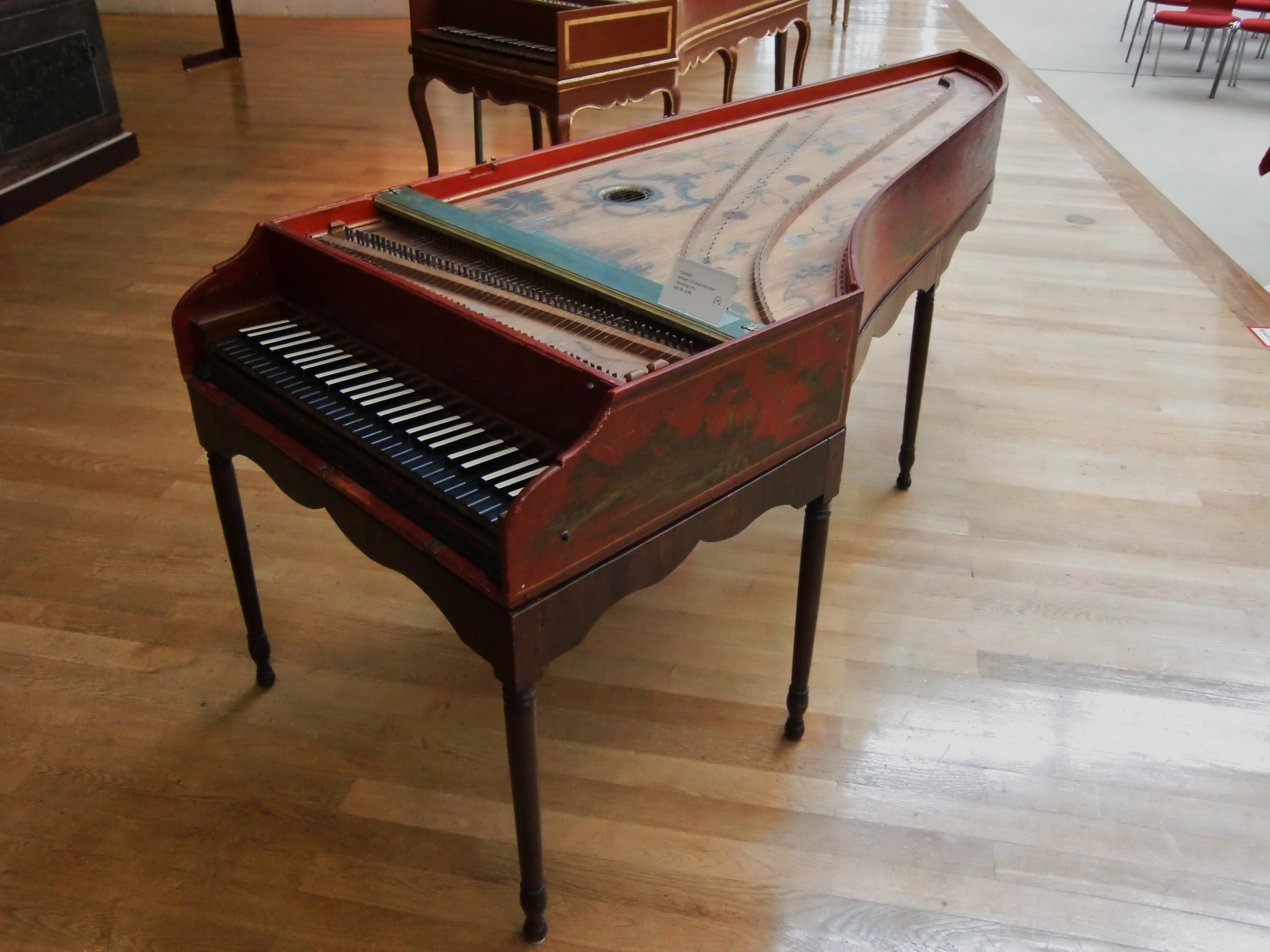
J.C. Fleischer 1710, Berlín, Musikinstrumentenmuseum

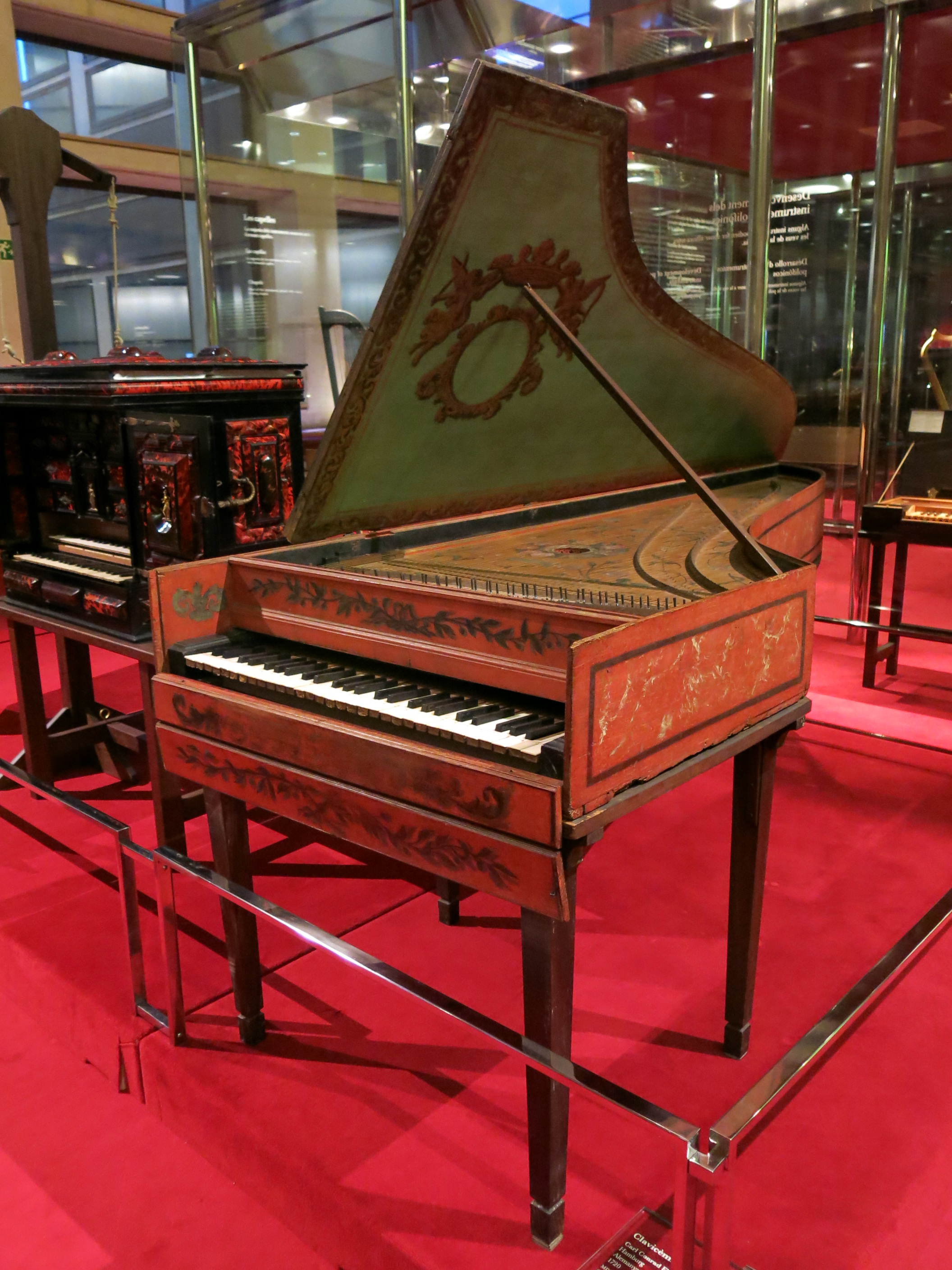
C.C. Fleischer 1720, Barcelona, Museu de la Música de Barcelona

De Johann Christoph s'han conservat sis instruments (cinc clavicordis i un sol clavicèmbal, datat el 1710); aquest és el clavicèmbal més antic hamburguès conegut amb un teclat de sol1 a do5. L'instrument és relativament petit (223 × 83 cm) i d'aparença més aviat fina i elegant. La taula harmònica està decorada amb flors i té una roseta en forma de "pastís".
De Carl Conrad, n'han sobreviscut tres clavecins, dos d'ells datats als anys 1716 i 1720. Hi ha una certa influència de Ruckers, i al clavecí de 1716 es distingeix per una decoració de pintura rica. Després de la mort de Carl Conrad, la seva vídua es casà amb Christian Zell, un altre cèlebre constructor hamburguès.
Els clavecins Fleischer tenen una "espina" corba en forma de "S", a la moda de l'època a Hamburg.
Un detall particular propi dels clavecins de la família és la seva roseta, feta de múltiples escorces de pergamí retallat amb finura, acolorides o daurades, formant buits que Edward L. Kottick compara a un pastís de matrimoni invertit (« upside-down wedding cakes »).

Rosetes característiques de la família Fleischer
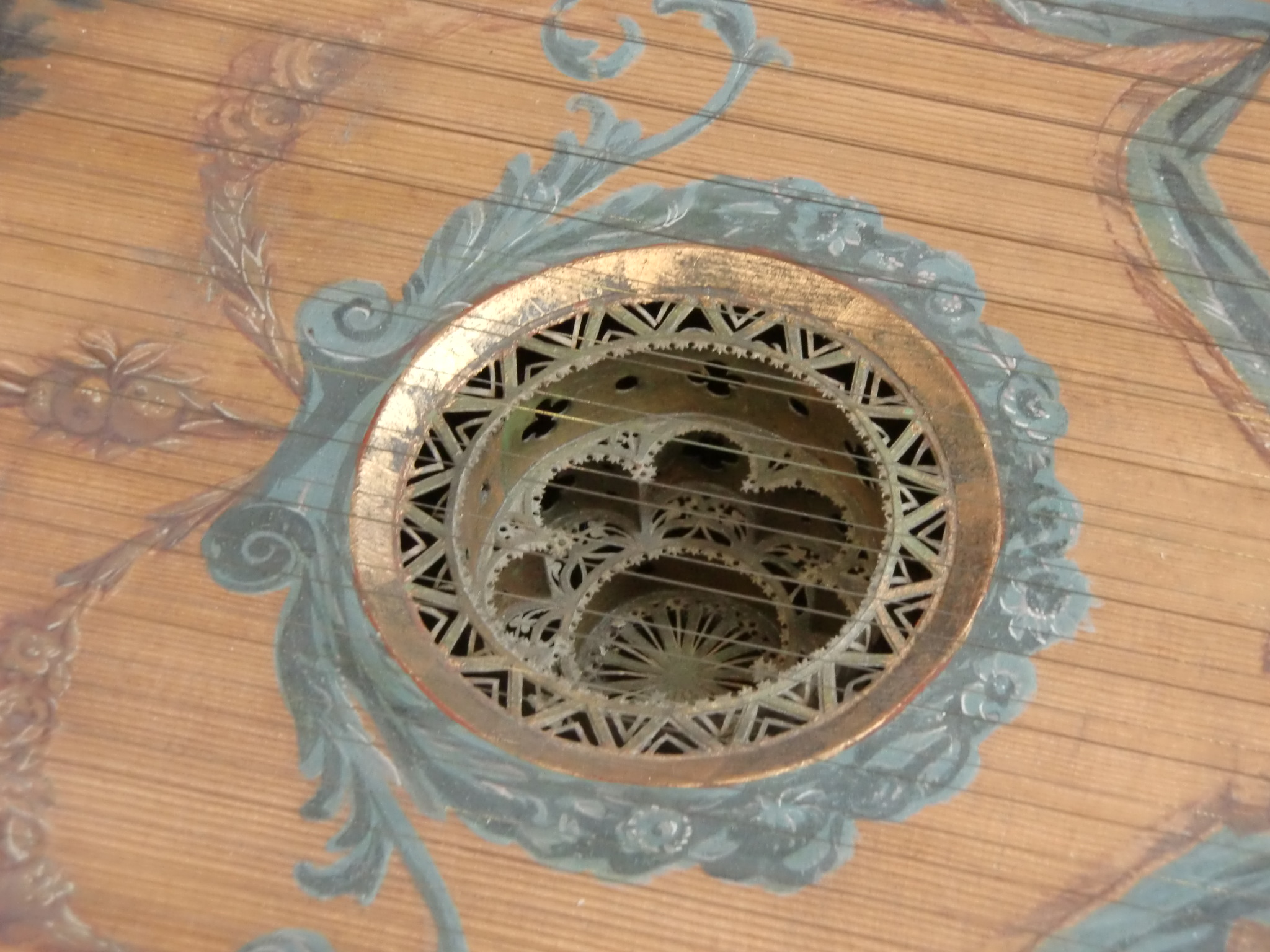
Roseta del clavicèmbal de 1710 fet per Johann Christoph Fleischer
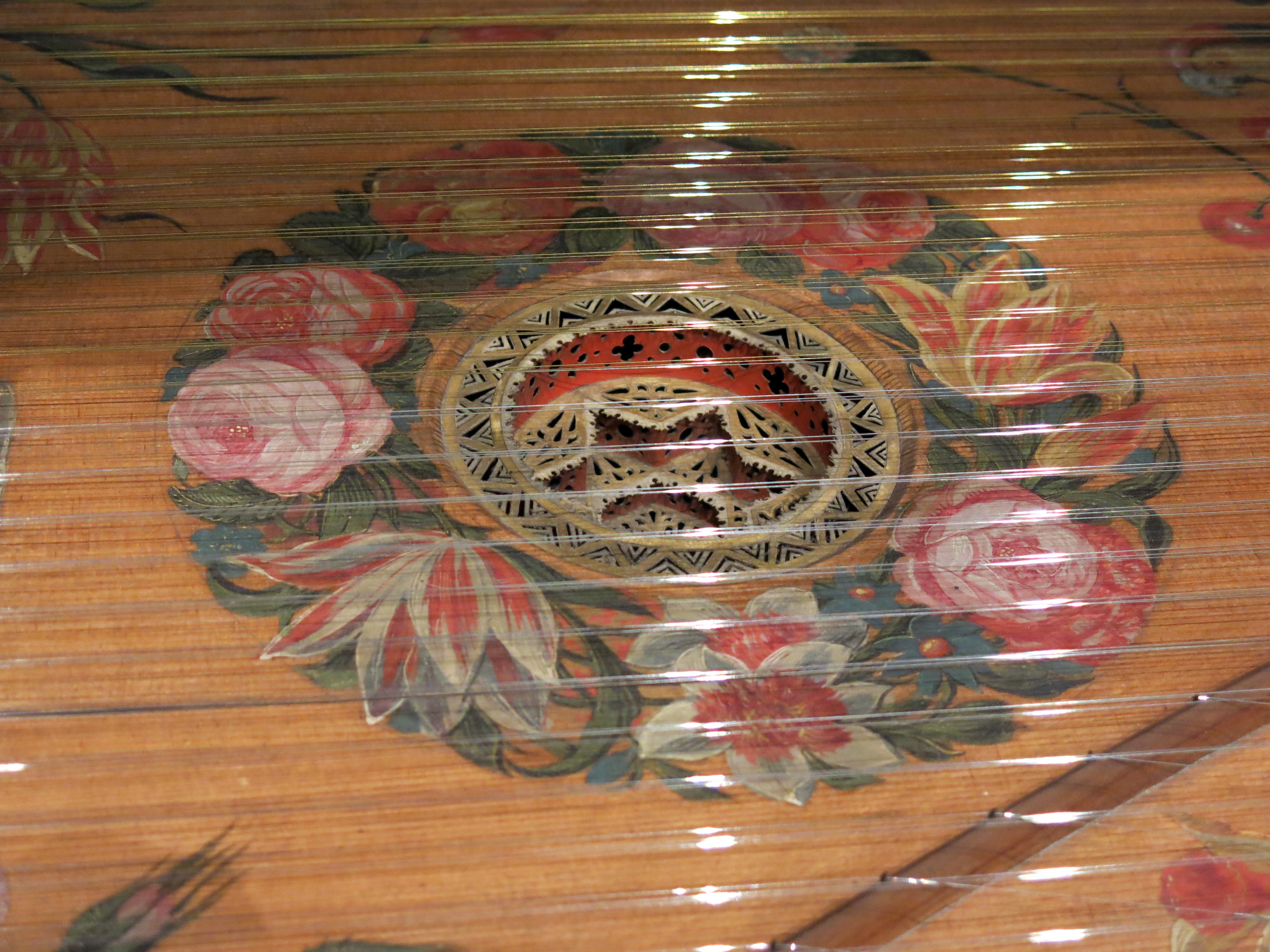
Roseta del clavicèmbal de 1720 fet per Carl Conrad Fleischer